# Maximiliano Lovera
Maximiliano Lovera (* 9. März 1999 in Laguna Blanca, Formosa, Argentinien) ist ein argentinischer Fußballspieler, der vorwiegend im offensiven Mittelfeld agiert.

## Laufbahn
Lovera begann seine Laufbahn bei Rosario Central und hatte seinen ersten Einsatz in einem am 2. Mai 2016 ausgetragenen Punktspiel gegen Gimnasia y Esgrima La Plata, das 0:1 verloren wurde. 2018 gewann er mit den Centralistas die Copa Argentina.
2019 wechselte Lovera zu Olympiakos Piräus, für die er in den beiden Gruppenspielen der UEFA Champions League 2019/20 gegen Roter Stern Belgrad sowie im Heimspiel gegen Bayern München (2:3) zum Einsatz kam. Nach dem 1:0-Heimsieg gegen Roter Stern konnte Olympiakos die Serben noch vom dritten Platz verdrängen und sich in die Europa League retten, wo Lovera in den Spielen des Sechzehntelfinals gegen den FC Arsenal mitwirkte, in denen Olympiakos sich für die nächste Runde qualifizierte, in der Lovera allerdings nicht mehr zum Einsatz kam. Außerdem gewann Lovera mit Olympiakos in der Saison 2019/20 das Double, wurde also Meister und Pokalsieger. 
2021 wurde Lovera an den argentinischen Racing Club de Avellaneda ausgeliehen und anschließend an den zypriotischen Erstligisten Omonia Nikosia, mit dem er 2022 den Pokalsieg feiern durfte. In der Saison 2022/23 war er an den griechischen Erstligisten Ionikos Nikea ausgeliehen, mit dem er am Saisonende in die zweite Liga abstieg.
Für die Saison 2023/24 durfte Lovera auf Leihbasis zu seinem Ausbildungsverein Rosario Central zurückkehren, mit dem er im Dezember 2023 die Copa de la Liga Profesional gewann. Den entscheidenden Siegtreffer zum 1:0-Sieg gegen den Finalgegner Club Atlético Platense erzielte Lovera im Alleingang, als er mit seinem Einzellauf in der 40. Minute die gesamte Hintermannschaft des Gegners düpierte. Mit einer geschickten Körperdrehung entledigte er sich seines Gegenspielers und lief aus 30 Metern bis in den Strafraum hinein, wo er aus zehn Metern Torentfernung unerreichbar für Platenses Schlussmann Ramiro Macagno abschloss.

## Erfolge
- Griechischer Meister: 2020
- Griechischer Pokalsieger: 2020
- Zyprischer Pokalsieger: 2022
- Sieger der Copa Argentina: 2018
- Sieger der Copa de la Liga Profesional: 2023